# Irlanda Confederada
Irlanda Confederada refere-se ao período de auto-governo irlandês entre a Revolta de 1641 e a Conquista Cromwelliana da Irlanda, em 1649. Durante este período, dois terços da Irlanda foi regida pela Confederação Católica Irlandesa, também conhecida como "Confederação de Kilkenny" (baseada na cidade de Kilkenny). A restante parte protestante em Ulster, Munster e Leinster, foram detidos pelos exércitos leais aos monárquicos, parlamentares e escoceses Covenanters durante a Guerra dos Três Reinos. Os confederados não conseguiram derrotar o exército britânico na Irlanda em 1642-1649, num conflito conhecido como a Guerras confederadas irlandesas e juntou uma aliança monárquica em 1648 contra o Rump Parliament.